# Mésange nord-africaine
Cyanistes teneriffae
Espèce
Répartition géographique
Statut de conservation UICN

 LC  : Préoccupation mineure
Synonymes
- Parus teneriffae

La mésange nord-africaine (Cyanistes teneriffae) est une espèce d'oiseaux de la famille des Paridés. On la trouve au Nord de l'Afrique et aux Îles Canaries. Les forêts tempérées sont son habitat naturel. Cette espèce et la mésange bleue d'Eurasie (Cyanistes caeruleus) étaient auparavant considérées comme conspécifiques.

## Sous-espèces

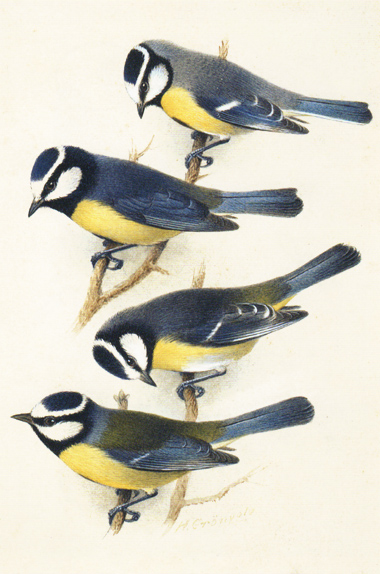
Sous-espèces des îles Canaries.

- Mésange ultramarine (C. teneriffae ultramarinus) Bonaparte, 1841 (La Palma, Hierro, l'île de Fuerteventura, Lanzarote, Afrique du nord-ouest)[1];

- Mésange bleue libyenne (C. teneriffae cyrenaicae) Hartert, 1922;
- Mésanges bleue des Îles Canaries (C. teneriffae ssp.) (Tenerife, La Gomera, Gran Canaria)

Le groupe des Îles Canaries contient cinq sous-espèces (palmensis, ombriosus, degener, teneriffae, et hedwigae).
Les sous-espèces des Îles Canaries ont un capuchon noir et la forme africaine a un dos bleu. Des recherches sont en cours afin de scinder ces populations dans des espèces distinctes,,.
Une recherche publiée en 2007 a montré que les mésanges africaines dans les îles Canaries de l'Est Fuerteventura et Lanzarote sont indiscernables de celles d'Afrique du Nord et donc que la sous-espèce degener devrait être considérée comme un synonyme de ultramarinus.